# Cantharellus pleurotoides
Cantharellus pleurotoides är en svampart som beskrevs av T.W. Henkel, Aime & S.L. Mill. 2006. Cantharellus pleurotoides ingår i släktet Cantharellus och familjen kantareller.   Inga underarter finns listade i Catalogue of Life.